# Мижаев, Михаил Исмаилович
Михаил Исмаилович Мижаев (1937—1992) — советский филолог, фольклорист, исследователь черкесской мифологии, писатель.

## Биография
В 1962 году окончил Кабардино-Балкарский государственный университет, историко-филологический факультет.
До 1966 года работал на Карачаево-Черкесском областном радио.
В 1972 году в Тбилиси защитил кандидатскую диссертацию.
До 1992 года работал в Карачаево-Черкесском НИИ истории, филологии и экономики. Участвовал в 26 этнографических экспедициях проводимых НИИ, по результатам которых опубликовал 24 научных, этнографических и фольклорных работы.
В 1980 году принят в коллектив авторов энциклопедии «Мифы народов мира». Позже этот коллективный труд был удостоен Государственной премии СССР, а сама книга многократно переиздана на 12 разных иностранных языках.
Принимал участие в написании статей в «Мифологическом словаре».